# Feminismo chino
El feminismo chino comenzó en el siglo XX con la revolución moderna. El feminismo en China, tal cual lo conocemos en occidente no existe, aunque está estrechamente relacionado con el socialismo y las cuestiones de clase.

## La historia del feminismo chino antes de la República Popular China
A diferencia de Occidente, el feminismo chino realmente no ha comentado sobre "masculino" y "femenino" desde una perspectiva biológica en la historia. Por el contrario, en la cultura china, la gente presta más atención al papel de "hombre" o "mujer" en la sociedad.
Antes del siglo XX, las mujeres chinas eran esencialmente diferentes a los hombres. Aunque los taoístas creen que representar el Yin y el Yang son igualmente importantes, todavía se considera que las mujeres están en una posición inferior. "I Ching" escribe: "Los hombres y las mujeres son justos, y el cielo y la tierra son justos". Las mujeres son simplemente vasallos masculinos y no se les permite participar en actividades políticas. A principios del siglo XX, el feminismo brotó en China, pero como el feudalismo aún era serio, el movimiento feminista tuvo poco efecto.

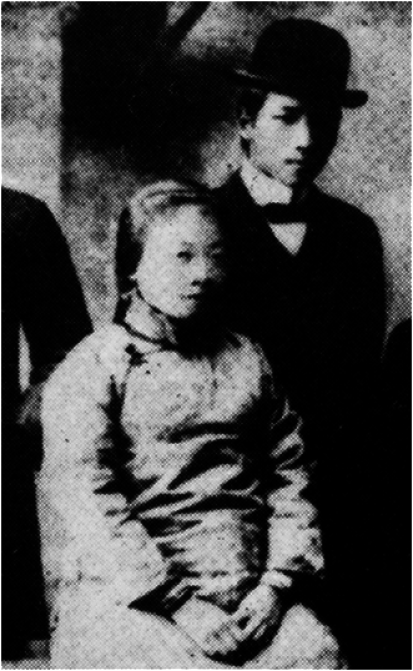
Feminista china de principios del siglo XX He Zhen (fecha incierta)

En las décadas de 1970 y 1980, con el apoyo del gobierno, los grupos de interés de mujeres en China se volvieron más activos. Sin embargo, el gobierno había considerado el tema feminismo como secundario (el primero en ser considerado es el tema de la clase). Al mismo tiempo, algunas feministas creían que el gobierno no explicó bien la "igualdad", sino que simplemente trató a las mujeres de acuerdo con los estándares masculinos.

## La cuestión de los derechos de la mujer en la República Popular China
En los primeros días de la fundación de la República Popular China, como partido gobernante, el Partido Comunista de China, exhortó a las mujeres a participar en el trabajo social, los líderes promovieron enérgicamente los derechos de la mujer y proporcionaron un sistema de seguridad social de propiedad pública, y los derechos de la mujer mejoraron significativamente.

## La práctica de los derechos de la mujer en la República Popular China

### Después de la reforma y apertura

#### Estudios de las Mujeres
En general, se cree que Li Xiaojiang es la pionera de los estudios de la mujer china. Su artículo "El progreso humano y la liberación de la mujer" (1983) es el primer trabajo de investigación sobre mujeres publicado en China. Dos años más tarde, se estableció la Asociación de Investigación de Mujeres Chinas .
La Universidad de Mujeres de China ofrece cursos especiales sobre estudios de la mujer y publica publicaciones sobre el feminismo marxista .
Programas de televisión como Half the Sky proporcionaron al público en general preocupaciones acerca de las cuestiones de la mujer. La Cuarta Conferencia Mundial de las Naciones Unidas sobre la Mujer, celebrada en Beijing en 1995, también atrajo la atención de más personas hacia las cuestiones de igualdad de género.

#### Movimiento feminista personal
En los últimos años, las "Cinco Hermanas de los Derechos de la Mujer" han atraído la atención. En la víspera del Día Internacional de la Mujer en marzo de 2015, cinco activistas feministas chinas fueron arrestadas bajo cargos de provocar problemas: Li Tingting (apodo: Maizi), Wei Tingting, Zheng Churan (apodo: Big Rabbit), Wu Rongrong y Wang Man.
Se les llama las "Cinco Hermanas de los Derechos de la Mujer". Llamaron a la oposición a la violencia doméstica, protestaron por la desigualdad entre hombres y mujeres en la sociedad china y también utilizaron el arte escénico para luchar por los derechos de los homosexuales chinos.
Antes de ser arrestados, se preparaban para protestar por el acoso sexual a mujeres en el transporte público. La detención de cinco activistas por los derechos de las mujeres ha recibido una amplia atención de la comunidad internacional. Muchos funcionarios y políticos del Reino Unido, los Estados Unidos y la Unión Europea han criticado las acciones de las autoridades chinas. La ex secretaria de Estado de Estados Unidos, Hillary Clinton, entonces embajadora de Estados Unidos en el United Nations Ball y su esposa Samantha Ball pidieron su liberación. El Ministerio de Relaciones Exteriores británico expresó "seria preocupación" por el incidente.
Hua Chunying, portavoz del Ministerio de Relaciones Exteriores de China, dijo que este asunto es un asunto interno de China, y China espera que todos los países respeten la soberanía e independencia judicial de China.
Li Tingting y Zheng Churan fueron seleccionados en " BBC 100 Women 2015"  y "BBC 100 Women 2016".

#### ONG feminista
La "Red de Monitoreo de Medios de Mujeres" es una organización no gubernamental con sede en Beijing, fundada por la feminista Lu Pin, y está activa en Weibo y otras redes sociales  con la " Voz del Feminismo ". Además de estar prohibido de vez en cuando, otros medios de comunicación propios han desacreditado su propaganda feminista y han fabricado rumores de que apoya el extremismo islámico. En marzo de 2018, cuando se lanzó el movimiento #Metoo chino (movimiento "Mi Rabbit") en China, la cuenta pública de Weibo y WeChat "Voice of Women's Rights" fue bloqueada por toda la Internet china.
"Girl Protection" es una fundación de bienestar público dedicada a mejorar el fenómeno del abuso sexual de mujeres y niños.

#### Ciberfeminismo
El feminismo de Internet utiliza Internet como portadora, a través de una plataforma de comunicación cultural en red virtual y digital, para romper las barreras de la región, la raza y la cultura de las personas, y reposicionar una nueva forma de feminismo que es diferente de los valores tradicionales.
El folleto de bienestar público "Wake Up Women", compilado en 2011 por dos autores, firmado por Wang Feng y Gong Hongbo, se distribuyó en Internet y tiene cierta influencia. Este artículo se publicó originalmente en el sitio web "Género y desarrollo en China" La fuente del artículo y la información de contacto del autor ya no están disponibles debido a la falta de mantenimiento en el sitio web.
Al igual que las feministas online internacionales, el alcance de las actividades de las feministas online chinas se encuentra generalmente en Weibo, Zhihu, Baidu Tieba y otras plataformas comerciales influyentes de We-media y redes sociales .